# Yun Ok-hee
Yun Ok-hee (kor. 윤옥희; * 1. März 1985) ist eine ehemalige südkoreanische Bogenschützin und Olympiasiegerin.

## Karriere
Yun begann im Alter von 10 Jahren mit dem Bogenschießen. Ihr internationales Debüt gab sie 2005.
Ihre ersten großen Titel gewann sie bei den Asienspielen 2006 in Doha mit der Goldmedaille im Mannschaftswettbewerb. Im Einzel gewann sie zudem Silber. 2010 gelang es ihr in Guangzhou, nicht nur den Mannschafts-, sondern auch den Einzelwettbewerb zu gewinnen.
Bei den Olympischen Sommerspielen 2008 in Peking schied sie im Einzel im Halbfinale aus und sicherte sich abschließend die Bronzemedaille. Mit der Mannschaft wurde sie Olympiasiegerin. Bei Weltmeisterschaften 2009 sowie Weltmeisterschaften 2013 errang sie den Titel mit der Mannschaft, im Einzel war ein dritter Platz 2013 ihr bestes Resultat. Im Juli 2009 übernahm sie die Führung in der Weltrangliste und behielt diese Position bis April 2011 bei.